# 水晶战争
《水晶战争》，是傲逆软件制作的策略类电子游戏，于2015年发行抢先体验版。

## 游戏内容
《水晶战争》融合即时战略游戏与塔防等多种类型游戏，画面为像素风格。在方格构成9×4规模的战场上，玩家需要抢占领地，召唤士兵进行反击、布置护盾、地雷、炮台等辅助设施。可以随时调整士兵的位置，退至敌方的射程之外以回避伤害。可以选择控制核心的英雄单位，也可以用有限的战斗物资提升单兵作战能力，也可以通过人海战术进攻对手。游戏支持随时暂停，调整指令。游戏流程采用Roguelike，有自由度、选择的多样性、事件/战斗的随机性，玩家需要在固定时限内探索遍布随机事件的区域，触发战斗或者遭遇随机的得失。
游戏背景是地球遭到核打击后，人们在月球重生文明，但可用能源的匮乏让月球人变的偏执，开始研究欧帕矿石能源。欧帕矿石对人产生寄生，感染男性变成变异人，感染女性变成水晶树。水晶树被加工后可以取代聚变电池，但研究所的不明爆炸导致原生欧帕粉末扩散，月表第一大城Alpha陷落。政府没有清洗Alpha，而是将变异人圈养，用来萃取能源。数年过去，水晶族变异人突破了新首都Delta City的防线。玩家作为政府最高独立研究机构第七研究所的战场指挥官，在月球防卫部队部署战术核打击前找出中止水晶族攻击的方法。

## 游戏开发
《水晶战争》的前身是J2ME平台的《水晶茧》，《水晶茧》曾在2012年获得Game Connection Asia展会的最佳游戏提名。由于J2ME平台淡出市场，傲逆软件转而向Android、Windows、Mac、Linux进行改造移植，以此诞生《水晶战争》。2012年，游戏开始开发工作。2013年4月11日，游戏登陆创意募资平台Kickstarter，为首个登陆Kickstarter平台的中国游戏，目标是募资32000美元以补充约15%的开发成本。傲逆软件称游戏引擎已全部完成，设计内容基本完工，但其他内容仍在开发，公司需要一笔额外的援助资金用于完成项目。游戏预定在2013年10月发售。最终，游戏获得3348名出资人的9.55万美元。傲逆软件创始人周鲁表示，游戏将会登陆多平台，包括PC、任天堂3DS和PlayStation Vita，会支持中文、英语、法语、日文版本，会在全球发行。
2013年8月31日，傲逆在Kicksarter上发布游戏将延期放出。2013年10月4日，傲逆放出游戏的Alpha版下载。2014年7月26日，傲逆宣称游戏的Beta版开发完成，并于9月7日放出Beta版下载。2015年8月，游戏在Steam上架抢先体验试玩版本，包含20余分钟的游戏流程。在Steam平台上，游戏发布99个更新补丁，其中绝大多数是“修复了一个BUG”、“添加了一个模型”等类型微小的更新。2016年3月14日，游戏进行最后一次更新。

## 游戏团队和崩溃
2011年底，傲逆软件成立。早期的成员只有二人，经过人员扩张后最多曾达到10人左右。到了2013年5月游戏众筹时，该公司剩下3名全职员工和2名兼职员工。到2014年，公司剩下周鲁和一位音效师。触乐网采访前员工，前员工们表示创始人周鲁“程序水平可疑，不完全了解游戏开发流程，性格很难沟通”、“没有全心投入游戏制作而是醉心于对外宣传”，傲逆软件“工作气氛相当压抑，规矩特别多，不守规矩要扣分扣钱”。周鲁对此的答复是“无可奉告”。
2014年9月，周鲁在分享演讲中提到了傲逆团队的几次崩坏，第一次崩坏的原因是“纪律不严”，第二次崩坏的原因是众筹成功后的“名利膨胀”：众筹成功后，团队成员被忽如其来的名利影响，最后所有人都离开了团队。